# Staroglavice
Staroglavice su naselje u općini Srebrenica, Republika Srpska, BiH.

## Stanovništvo
Nacionalni sastav stanovništva 1991. godine, bio je sljedeći:
ukupno: 102
- Bošnjaci - 101
- ostali, neopredijeljeni i nepoznato - 1